# Lover of Life, Singer of Songs — The Very Best of Freddie Mercury Solo
Lover of Life, Singer of Songs (con el subtítulo The Very Best of Freddie Mercury Solo) es el álbum de conmemoración del fallecimiento de Freddie Mercury. Salió a la venta el 4 de septiembre de 2006, y el 24 de noviembre en Estados Unidos, conmemorando el 60.º cumpleaños de Freddie y el 15.º aniversario de su muerte. Junto con el álbum, saldría una película titulada Freddie Mercury: The Untold Story, la cual ya había sido editada en el año 2000 en el Boxset Freddie Mercury: The Solo Collection, y en la cual se mostrarían partes del concierto tributo en 1992.

## Lista de canciones en CD

### Disco uno
1. "In My Defence" [2000 Remix]
2. "The Great Pretender" [Original 1987 Single Version]
3. "Living on My Own" [1993 Radio Mix]
4. "Made in Heaven"
5. "Love Kills" [Original 1984 Single Version]
6. "There Must Be More To Life Than This"
7. "Guide Me Home"
8. "How Can I Go On"
9. "Foolin' Around" [Steve Brown Remix]
10. "Time"
11. "Barcelona"
12. "Love Me Like There's No Tomorrow"
13. "I Was Born to Love You"
14. "The Golden Boy"
15. "Mr. Bad Guy"
16. "The Great Pretender" [Malouf Remix]
17. "Love Kills" [Star Rider Remix]
18. "I Can Hear Music" [Larry Lurex, 1973 Single]
19. "Goin' Back" [Larry Lurex, 1973 B-Side]
20. "Guide Me Home" [Piano Version by Thierry Lang]

### Disco dos
1. "Love Kills" [Sunshine People Radio Mix]
2. "Made in Heaven" [Extended Version]
3. "Living on My Own" [The Egg Remix]
4. "Love Kills" [Rank 1 Remix]
5. "Mr Bad Guy" [Bad Circulation Version]
6. "I Was Born to Love You" [George Demure Almost Vocal Mix]
7. "My Love Is Dangerous" [Extended Version]
8. "Love Making Love" [Demo Version]
9. "Love Kills" [Pixel82 Remix]
10. "I Was Born to Love You" [Extended Version]
11. "Foolin' Around [Early Version]"
12. "Living on My Own" [No More Brothers Extended Mix]
13. "Love Kills" [More Order Rework]
14. "Your Kind of Lover" [Vocal & Piano Version]
15. "Let's Turn It On" [A cappella]

## Lista de Videos en DVD

### Disco uno
1. "The Untold Story" (documental)
2. "The Making Of 'The Untold Story'"

### Disco dos
1. "Barcelona"
2. "The Great Pretender" [Original 1987 Single Version]
3. "I Was Born to Love You"
4. "Time"
5. "How Can I Go On"
6. "Made in Heaven"
7. "Living on My Own"
8. "The Golden Boy"
9. "In My Defence" [Re-Edit 2000]
10. "Barcelona" [Live Version]
11. "The Great Pretender" [Extended Version]
12. "Living on My Own" ['93 Remix]
13. A View Forever (Unveiling Of The Freddie Statue)
14. "A Winters Tale"
15. "Who Wants To Live Forever"
16. "Love Me Like There's No Tomorrow"

## Posicionamiento

### CD
| País        | Listas        | Listas  | Ventas        | Ventas  |
|             | Posición      | Semanas | Certificación | Ventas  |
| ----------- | ------------- | ------- | ------------- | ------- |
| Italia      | 1 (3 semanas) |         |               |         |
| España      | 6             |         |               |         |
| Reino Unido | 6             | 6       | Oro           | 100.000 |
| Austria     | 7             |         |               |         |
| Noruega     | 8             |         |               |         |
| Hungría     | 9             |         |               |         |
| Portugal    | 11            | 5       |               |         |
| Alemania    | 13            |         |               |         |
| Francia     | 14            | 3       |               |         |
| México      | 14            |         |               |         |
| Suecia      | 14            |         |               |         |
| Switzerland | 16            |         |               |         |
| Irlanda     | 26            | 5       |               |         |
| Holanda     | 30            |         |               |         |
| Finlandia   | 55            |         |               |         |
| Dinamarca   | 60            | 3       |               |         |
| Japón       | 65            | 3       |               |         |
| Bélgica     | 69            | 3       |               |         |

### DVD
| País        | Charts        | Charts  | Ventas        | Ventas |
|             | Posición peak | Semanas | Certificación | Ventas |
| ----------- | ------------- | ------- | ------------- | ------ |
| Austria     | 1 (2 semanas) |         |               |        |
| Italia      | 1 (3 semanas) |         |               |        |
| Suecia      | 1 (2 semanas) |         |               |        |
| Reino Unido | 1 (2 semanas) |         | Oro           | 25.000 |
| Alemania    | 2             |         |               |        |
| Hungría     | 2             |         |               |        |
| Portugal    | 2             |         |               |        |
| España      | 2             |         |               |        |
| Arabia      | 3             |         |               |        |
| Dinamarca   | 3             |         |               |        |
| Francia     | 3             |         |               |        |
| Irlanda     | 4             |         |               |        |
| Holanda     | 5             |         |               |        |
| México      | 6             |         |               |        |
| Bélgica     | 7             |         |               |        |